# Маркиз Уинчестер
Маркиз Уинчестер (англ. Marquess of Winchester) — старинный аристократический титул в пэрстве Англии. Первый маркиз Англии. В качестве титулов учтивости наследники маркиза Уинчестера используют титулы графа Уилтшира и барона Сент-Джона из Бейзинга. В период с 1689 до 1794 года титул маркиза Уинчестера использовался в качестве титула учтивости для наследника герцога Болтона.

## История титула
Титул был создан в 1551 году для Уильяма Паулета, 1-го графа Уилтшира, получивший в 1551 году ещё и титул маркиза Уинчестера. Чарльз Паулет (ок. 1630 — 27 февраля 1699), 6-й маркиз Уинчестер, в 1689 году получил титул герцога Болтона. Этот титул существовал до 1794 года, когда умер Гарри Паулет, 6-й герцог Болтон и 11-й маркиз Уинчестер, а титул маркиза Уинчестера использовался в этот период в качестве титула учтивости. 6-й герцог Болтон детей не оставил, а титул графа Уинчестера унаследовал Джордж Паулет (ум. 22 апреля 1800), 12-й маркиз Уинчестер, праправнук Генри Паулета, младшего сына 4-го маркиза Уинчестера.
Нынешний носитель титула — 19-й маркиз Уинчестер (Кристофер Джон Паулет, 19-й маркиз Уинчестер) — сын Найджела Джорджа Паулета, 18-го маркиза Уинчестера. Нынешним наследником титула является сын 19-го маркиза Майкл Джон Паулет, который использует титул учтивости граф Уилтшир.

## Маркизы Уинчестер
- 1550—1572: Уильям Паулет (ок. 1483 — 10 марта 1572), 1-й барон Сент-Джон из Бейзинга с 1539, 1-й граф Уилтшир с 1550, 1-й маркиз Уинчестер с 1551[1];
- 1572—1576: Джон Паулет (ум. 4 ноября 1576), лорд Сент-Джон из Бейзинга в 1544—1572, 2-й маркиз Уинчестер, 2-й граф Уилтшир и 2-й барон Сент-Джон из Бейзинга с 1572, сын предыдущего[2];
- 1576—1598: Уильям Паулет (ум. 24 ноября 1598), лорд Сент-Джон из Бейзинга в 1572—1576, 3-й маркиз Уинчестер, 3-й граф Уилтшир и 3-й барон Сент-Джон из Бейзинга с 1576, сын предыдущего[3];
- 1598—1628: Уильям Паулет (ум. 4 февраля 1628), лорд Сент-Джон из Бейзинга в 1576—1596, 4-й маркиз Уинчестер, 4-й граф Уилтшир и 4-й барон Сент-Джон из Бейзинга с 1598, сын предыдущего[4];
- 1628—1675: Джон Паулет (ум. 5 марта 1675), лорд Сент-Джон из Бейзинга в 1621—1628, 5-й маркиз Уинчестер, 5-й граф Уилтшир и 5-й барон Сент-Джон из Бейзинга с 1628, сын предыдущего[5];
- 1675—1699: Чарльз Паулет (ок. 1630 — 27 февраля 1699), лорд Сент-Джон из Бейзинга с ок. 1630 до 1675, 6-й маркиз Уинчестер, 6-й граф Уилтшир и 6-й барон Сент-Джон из Бейзинга с 1675, 1-й герцог Болтон с 1689, сын предыдущего[6];
- 1699—1722: Чарльз Паулет (1661 — 21 января 1722), граф Уилтшир в 1675—1689, маркиз Уинчестер в 1689—1699, 2-й герцог Болтон, 7-й маркиз Уинчестер, 7-й граф Уилтшир и 7-й барон Сент-Джон из Бейзинга с 1699, сын предыдущего[7];
- 1722—1754: Чарльз Паулет (3 сентября 1685 — 26 августа 1754), граф Уилтшир в 1689—1699, маркиз Уинчестер в 1699—1722, 1-й барон Паулет из Бейзинга с 1717, 3-й герцог Болтон, 8-й маркиз Уинчестер, 8-й граф Уилтшир и 8-й барон Сент-Джон из Бейзинга с 1722, сын предыдущего[8];
- 1754—1759: Гарри Паулет (24 июля 1691 — 9 октября 1759), лорд Паулет в 1691—1754, 4-й герцог Болтон, 9-й маркиз Уинчестер, 9-й граф Уилтшир и 9-й барон Сент-Джон из Бейзинга с 1754, брат предыдущего[9];
- 1759—1765: Чарльз Паулет (ок. 1718 — 5 июля 1765), маркиз Уинчестер в 1754—1759, 5-й герцог Болтон, 10-й маркиз Уинчестер, 10-й граф Уилтшир и 10-й барон Сент-Джон из Бейзинга с 1759, сын предыдущего[10];
- 1765—1794: Гарри Паулет (6 ноября 1720 — 25 декабря 1794), 6-й герцог Болтон, 11-й маркиз Уинчестер, 11-й граф Уилтшир и 11-й барон Сент-Джон из Бейзинга с 1765, брат предыдущего[11];
- 1794—1800: Джордж Паулет (7 июня 1722 — 22 апреля 1800), 12-й маркиз Уинчестер, 12-й граф Уилтшир и 12-й барон Сент-Джон из Бейзинга с 1794, праправнук Генри Паулета, младшего сына 4-го маркиза Уинчестера[12];
- 1800—1843: Чарльз Инголдсби Паулет (30 января 1765 — 29 ноября 1843), граф Уилтшир в 1794—1800, 13-й маркиз Уинчестер, 13-й граф Уилтшир и 13-й барон Сент-Джон из Бейзинга с 1800, сын предыдущего[13];
- 1843—1887: Джон Паулет (3 июня 1801 — 4 июля 1887), граф Уилтшир в 1801—1843, 14-й маркиз Уинчестер, 14-й граф Уилтшир и 14-й барон Сент-Джон из Бейзинга с 1843, сын предыдущего[14];
- 1887—1899: Август Джон Генри Бомонт Паулет (6 февраля 1858 — 11 декабря 1899), граф Уилтшир в 1858—1887, 15-й маркиз Уинчестер, 15-й граф Уилтшир и 15-й барон Сент-Джон из Бейзинга с 1887, сын предыдущего[15];
- 1899—1962: Генри Уильям Монтегю Паулет (30 октября 1862 — 28 июня 1962), лорд Паулет в 1862—1899, 16-й маркиз Уинчестер, 16-й граф Уилтшир и 16-й барон Сент-Джон из Бейзинга с 1899, брат предыдущего[16];
- 1962—1968: Ричард Чарльз Паулет (8 июля 1905 — 5 марта 1968), 17-й маркиз Уинчестер, 17-й граф Уилтшир и 17-й барон Сент-Джон из Бейзинга с 1962, правнук Чарльза Паулета, сына 13-го маркиза Уинчестера[17];
- 1968—2016: Найджел Джордж Паулет, 18-й маркиз Уинчестер (23 декабря 1941 — 8 апреля 2016), 18-й маркиз Уинчестер, 18-й граф Уилтшир и 18-й барон Сент-Джон из Бейзинга с 1968, внучатый племянник предыдущего[18];
- с 2016: Кристофер Джон Паулет, 19-й маркиз Уинчестер (род. 30 июля 1969), 19-й маркиз Уинчестер, 19-й граф Уилтшир и 19-й барон Сент-Джон из Бейзинга с 2016, сын предыдущего[19];
  - Наследник: Майкл Джон Паулет, граф Уилтшир (род. 31 августа 1999), граф Уилтшир с 2016, старший сын предыдущего[20].